# Gerardo Pierro
Gerardo Pierro (Mercato San Severino, 26 aprile 1935 – Pontecagnano Faiano, 24 febbraio 2025) è stato un arcivescovo cattolico italiano.

## Biografia
Nacque a Mercato San Severino il 26 aprile 1935.

### Formazione e ministero sacerdotale
Dopo aver studiato al Seminario arcivescovile di Salerno e al Pontificio Seminario Regionale della stessa città, fu ordinato presbitero il 21 dicembre 1957 da Demetrio Moscato, arcivescovo metropolita di Salerno.
Il 14 agosto 1960 fu nominato parroco della parrocchia di San Nicola di Bari di Coperchia, frazione di Pellezzano, dove rimase fino al 6 settembre 1981 quando divenne vescovo di Tursi-Lagonegro.
Il 18 novembre 1974 conseguì la laurea in Teologia presso la Pontificia Facoltà Teologica "S. Luigi" di Posillipo in Napoli; insegnò poi religione presso il Liceo scientifico "G. Da Procida" di Salerno e dogmatica nel Seminario Pontificio di Salerno e all'Istituto di Scienze Religiose.
Fu presidente diocesano della Unione Apostolica del Clero, vice delegato regionale, consigliere nazionale della stessa Unione, membro della Commissione presbiterale campana e del Consiglio presbiterale diocesano.

### Ministero episcopale
Il 26 giugno 1981 fu nominato vescovo di Tursi-Lagonegro ricevendo la consacrazione episcopale dal cardinale Sebastiano Baggio il successivo 2 agosto nella cattedrale di Salerno.
Il 28 febbraio 1987 fu eletto vescovo di Avellino.
Il 25 maggio 1992 fu promosso arcivescovo metropolita di Salerno-Campagna-Acerno.
Durante il suo ministero episcopale si prodigò per dare alla metropolia di Salerno-Campagna-Acerno un nuovo seminario. Incoraggiato da papa Giovanni Paolo II la struttura nacque in località Sant'Antonio di Pontecagnano Faiano, alle porte di Salerno sud, e strutturata per accogliere al suo interno anche una casa riposo per sacerdoti anziani; l'inaugurazione avvenne il 4 settembre 1999 ad opera dello stesso papa Giovanni Paolo II che giunse dal Vaticano in elicottero e fu accolto dal cardinale Michele Giordano, arcivescovo di Napoli e presidente della Conferenza Episcopale Campana, dall'arcivescovo Gerardo Pierro e da altri prelati, autorità civili e militari. Il seminario metropolitano di Pontecagnano Faiano fin dall'inaugurazione venne dedicato a Giovanni Paolo II.
Nel mese di luglio 2008 gli fu recapitato un avviso di garanzia per truffa ai danni dello Stato e abusivismo edilizio, mentre nel mese di maggio 2010 fu rinviato a giudizio insieme ad altri soggetti. Condannato in primo grado (primo caso in Italia), in seguito fu prosciolto da ogni accusa dalla Suprema Corte per la scadenza dei termini di prescrizione.
Il 10 giugno 2010 papa Benedetto XVI accettò la sua rinuncia al governo pastorale dell'arcidiocesi di Salerno-Campagna-Acerno e chiamò a succedergli Luigi Moretti, fino ad allora vicegerente della diocesi di Roma.
Morì a Pontecagnano Faiano, dopo una breve malattia, la mattina del 24 febbraio 2025 all'età di 89 anni. La camera ardente fu allestita presso il seminario metropolitano "Giovanni Paolo II"; il giorno seguente si svolsero i funerali presso la cattedrale di Salerno, celebrati dall'arcivescovo Andrea Bellandi, presenti vari prelati e autorità civili e militari; al termine della quale fu sepolto nella cripta della cattedrale, accanto all'arcivescovo Gaetano Pollio e al cardinale Renato Raffaele Martino, a poca distanza dalla tomba dell'apostolo ed evangelista San Matteo.

#### Araldica
Al centro dello stemma domina l'immagine di San Nicola, patrono di Coperchia, della cui chiesa madre Gerardo Pierro fu parroco per 22 anni.
A sinistra sono presenti 2 stelle in riferimento alla madre celeste, la Vergine Maria, e alla madre terrena, che furono due punti di riferimento importanti nel suo cammino di fede.
La fiamma rappresenta lo Spirito Santo che anima ogni opera buona nel cuore dei fedeli.

## Genealogia episcopale
La genealogia episcopale è:
- Cardinale Scipione Rebiba
- Cardinale Giulio Antonio Santori
- Cardinale Girolamo Bernerio, O.P.
- Arcivescovo Galeazzo Sanvitale
- Cardinale Ludovico Ludovisi
- Cardinale Luigi Caetani
- Cardinale Ulderico Carpegna
- Cardinale Paluzzo Paluzzi Altieri degli Albertoni
- Papa Benedetto XIII
- Papa Benedetto XIV
- Cardinale Enrico Enriquez
- Arcivescovo Manuel Quintano Bonifaz
- Cardinale Buenaventura Córdoba Espinosa de la Cerda
- Cardinale Giuseppe Maria Doria Pamphilj
- Papa Pio VIII
- Papa Pio IX
- Cardinale Alessandro Franchi
- Cardinale Giovanni Simeoni
- Cardinale Antonio Agliardi
- Cardinale Basilio Pompilj
- Cardinale Adeodato Piazza, O.C.D.
- Cardinale Sebastiano Baggio
- Arcivescovo Gerardo Pierro

## Opere
- Poesie e …incontri col Maestro, 2015 (libro autobiografico)[8]